# Le Matou (film)
Pour les articles homonymes, voir Le Matou.
Pour plus de détails, voir Fiche technique et Distribution.
Le Matou (1985) est un film québécois réalisé par Jean Beaudin et mettant en vedette Guillaume Lemay-Thivierge. Il est tiré du roman Le Matou d'Yves Beauchemin.

## Synopsis
En 1980, Florent Boissonneault (Serge Dupire), un jeune homme plein d'ambitions qui rêve d'ouvrir un restaurant avec son épouse Élise (Monique Spaziani), est remarqué par un étrange vieillard du nom d'Egon Ratablavasky (Jean Carmet). Ratablavasky parvient à attirer Florent vers l'hôtel où il loge par un stratagème, et lui offre son rêve: un restaurant rentable et bien établi depuis 47 ans (La Binerie), un prix d'ami grâce à une relation avec le propriétaire actuel, un emprunt à taux intéressant auprès d'une banque, et l'association d'un collègue du nom de Lenny Slipskin. 
Florent procède à la transaction, et parvient à entrainer également Aurélien Picquot (Julien Guiomar), un cuisinier français qu'il connait bien dans l'aventure, malgré les suspicions de ce dernier et d'Élise à propos de Ratablavasky. Dès le départ, les affaires vont bien, et attirent plusieurs personnages colorés au restaurant, dont un journaliste local, Rosario Gladu (Julien Poulin), et un enfant alcoolique de 6 ans vivant apparemment dans la rue avec son chat sous le bras, Émile Chouinard (Guillaume Lemay-Thivierge), qui insiste pour qu'on l'appelle Monsieur Émile.
La mort de Ratablavasky leur est communiquée également peu après, de nouveau à la suite d'un stratagème. Par la suite, la santé et le moral de Florent déclinent. Il attribue cette situation au surmenage, et Élise et Slipskin le convainquent de vendre sa participation dans le restaurant et de changer de métier. Peu après, Ratablavasky réapparait, et avoue candidement avoir simulé sa propre mort, pour tester la loyauté de Florent. Aurélien Picquot et Émile, qui rencontrent le vieillard pour la première fois, lui sont immédiatement hostiles. Peu après, Émile, en fouillant dans la voiture de Slipskin, y trouve un pistolet et deux bouteilles de phénobarbital appartenant à Ratablavasky dans la boite à gants. Élise se renseigne sur la nature du produit, et vient rapidement informer Florent de sa découverte: il s'agit d'un calmant utilisé par Slipskin pour droguer et affaiblir Florent afin de le convaincre de vendre sa participation dans le restaurant à un prix dérisoire, ce qu'il a malheureusement déjà fait.
Furieux, il fonce au restaurant, et tente sous la menace d'un couteau et avec l'aide de Picquot d'inverser la transaction faite avec Slipskin. Mais dès le lendemain, Ratablavasky vient voir Florent avec Slipskin et l'informe que Slipskin lui avait déjà revendu le restaurant et qu'il compte bien en demeurer le propriétaire. Il propose cependant de rembourser la dette bancaire de Florent en échange de la fin de toute velléité de résistance de sa part, et Florent accepte, à contrecœur, la fin de son rêve. Il perd son logement, et emménage avec Élise chez une autre connaissance, Ange-Albert (Francis Reddy), où il projette une nouvelle carrière comme revendeur d'antiquités.
Élise fait une découverte surprenante dans une librairie : un vieux livre, L'histoire piquante de l'église de France, mentionne que durant les années 1930, Ratablavasky aurait tenu les comptes d'un monastère, avant de s'enfuir avec la caisse en 1939 et de travailler pour le compte des Allemands comme agent secret durant la guerre, puis a fui en Amérique. Ce livre change la donne entre Florent et Ratablavasky, et permet à Florent de mieux comprendre à qui il a affaire. Ratablavasky le découvre aussi, et tente de le lui racheter, mais Florent refuse. Puis Florent et Élise déménagent dans la gare abandonnée d'un village des Cantons-de-l'Est, où ils logent gratuitement en se faisant passer pour des agents de la compagnie de chemin de fer. Ils y gagnent rapidement la confiance du maire Meloche (Jean-Pierre Masson), qui leur offre en cadeau le contenu de toute une résidence abandonnée. Florent revend le tout rapidement avec profits et Élise lui annonce qu'elle est enceinte. Mais des photos compromettantes apparaissent sur la table de la gare en même temps que disparait le vieux livre. Élise est folle de rage de découvrir que Florent l'a trompée avec la femme de chambre de Ratablavasky, et Picquot et Émile surprennent une véritable scène de ménage entre eux. Picquot convainc cependant Élise d'accorder une dernière chance à Florent, et tous retournent dans le vieux Montréal, où Florent met son projet de vengeance à l'œuvre : il ouvre un restaurant directement en face de La Binerie pour le mettre en faillite. Il s'ensuit un duel de coups bas entre les deux restaurateurs, qui mènent ultimement à la fermeture de La Binerie. Plus tard, Émile, dont le chat s'est échappé, décide de partir seul à sa recherche, malgré l'interdiction d'Élise. Il le retrouve finalement perché sur le toit d'un immeuble en ruines, et tente d'escalader la structure qui s'écroule littéralement sous ses pas. Il fait une chute mortelle, et sa mort est saluée avec égards par tous. Le jour même de son enterrement, Élise accouche d'une fillette, et Ratablavasky, en tentant d'attraper le chat de feu Émile perché sous sa fenêtre, fait également une chute mortelle. 
Un an plus tard, au moment où les Boissonneault fêtent le premier anniversaire de leur fillette en vantant la réussite de leur restaurant, la silhouette de Ratablavasky reparait dans la rue, en même temps qu'un long miaulement du chat d'Émile conclut le film.

## Fiche technique
- Réalisation : Jean Beaudin
- Scénario : Yves Beauchemin et Lise Lemay-Rousseau

## Distribution
- Serge Dupire : Florent Boissonneault
- Monique Spaziani : Élise Boissonneault
- Jean Carmet : Egon Ratablavasky
- Julien Guiomar : Aurélien Picquot
- Guillaume Lemay-Thivierge : Monsieur Émile
- Miguel Fernandes : Lenny Slipskin
- Johanne Fontaine : Loretta Chouinard, mère de Monsieur Émile
- Pierre Beaudry : Le prêtre
- Paul Berval : Monsieur St-Onge
- Rita Bibeau : Madame Meloche
- Sylvain Boucher : Copain de Monsieur Émile
- Yvan Canuel : Monsieur Boissonneault
- Isabel García Lorca : Rosine
- Thomas Graton : Un client de La Binerie
- Robert Gravel : Un policier
- Didier Hoffmann
- Christian Joli : Philippe
- Patricia Karim : Mlle Relique
- Rita Lafontaine : Madame Boissonneault
- Pauline Lapointe : Rochel Gordin
- Daniel Leblanc : Jose Biondi
- Marc Legault : Un fermier
- Gaston Lepage : Bertrand
- Pierre Lépine : Garçon du village
- Jean-Pierre Masson : Maire Meloche
- Louis-Philippe Morin : Un policier
- Julien Poulin : Rosario Gladu
- Thuryn Pranke : Un livreur
- Robert Provost : Un client de La Binerie
- Francis Reddy : Ange-Albert
- Jean Rougerie : Le préposé de l'hôtel
- Paul Savoie : Antiquaire Beaumont
- Septimiu Sever : Le chauffeur du corbillard
- Sam Stone : Monsieur Spufferbug
- Mireille Thibault : Madame Jobin
- Kim Yaroshevskaya : Une voisine (gardienne de Monsieur Émile)